# Aix-les-Bains
Aix-les-Bains (in arpitano Èx-los-Bens, in italiano storico Bagni d'Aix) è un comune francese di 31 642 abitanti situato nel dipartimento della Savoia della regione dell'Alvernia-Rodano-Alpi. Fu una delle città principali dell'antica provincia di Savoia.

## Geografia fisica
La cittadina, noto centro termale sulle sponde del lago del Bourget, si trova ai piedi delle Alpi e può considerarsi parte dell'agglomerazione di Chambéry.

## Storia
In età romana fu un vicus dipendente dalla Colonia Julia Viennensis (oggi Vienne), con il nome di Aquae Domitianae o Gratianae. Vi si conserva un grande stabilimento termale che sfruttava le sorgenti calde, l'arco di Campanus, un arco funerario dedicato da Lucio Pompeio Campano ai membri defunti della sua famiglia nel I secolo e un tempio dedicato a Diana.

### Simboli
Lo stemma comunale è stato adottato nel 1950.

## Monumenti e luoghi d'interesse
Ha nel centro cittadino l'edificio delle Thermes nationaux ricostruito e modificato più volte, un ampio parco, i resti di un mausoleo romano dei secoli III-IV detto Arc de Campanus, l'hotel de Ville (il municipio) antico castello marchionale del XVI secolo, un piccolo museo sistemato nella cella del "Tempio di Diana", edificio romano del II-III secolo, e un ampio parco comunale.
Nel Musèe Felix Faure c'è una preziosa collezione di pittura e scultura dell'800 e '900, in particolare del periodo degl'Impressionisti. Il Mont Revard, sulle cui pendici si trova la città è frequentato dagli amanti degli sport invernali.
È interessante il giro del lago che può essere fatto seguendo una strada che lo contorna o in battello. Il lago, cantato nel poema Le Lac dal poeta romantico, prosatore, storico e uomo politico francese Lamartine (1790-1869), è lungo 18 km e largo da 1,5 a 3 km contornato da verdi colline e da graziosi borghi, in particolare Le Bourget-du-Lac con una chiesa duecentesca e il "Chateau Prioré", castello eretto nel 1030 da Umberto Biancamano residenza dei Savoia fino al 1248.
A nord del borgo ci sono le rovine di un altro castello dei Savoia. Nei pressi del lago a nord sorge l'abbazia di Altacomba raggiungibile per strada o in battello.

### Abbazia di Altacomba
Costruita nella metà del secolo XII dai monaci cistercensi fu sede delle sepolture dei principi di Savoia da Umberto III, morto nel 1189, fino al 1502.
Fu completamente distrutta durante la Rivoluzione francese, riacquistata da Carlo Felice nel 1824 e rifatta in stile neogotico negli anni dal 1825 al 1843 dall'architetto Ernesto Melano. L'interno è popolato da 300 statue in pietra bianca in stile neoclassico che ornano le tombe dei Savoia, in particolare quelle di Carlo Felice e della moglie Maria Cristina di Borbone.
Nel 1983 vi è stato sepolto l'ultimo re d'Italia Umberto II (1904-1983). L'abbazia di proprietà dei Savoia è affidata ai monaci benedettini di Solesmes.

## Infrastrutture e trasporti
Aix-les-Bains è interessata dalla ferrovia Aix-les-Bains - Annemasse, linea ferroviaria del Réseau Ferré de France, a binario unico, elettrificata e a scartamento normale, il cui percorso si snoda tra i dipartimenti della Savoia e dell'Alta Savoia e che collega la stazione di Aix-les-Bains-Le Revard a Annemasse via Annecy e La Roche-sur-Foron.
La cittadina è inoltre collegata per via aerea grazie all'Aeroporto di Chambéry Aix-les-Bains, noto anche con il nome commerciale di Aeroporto di Chambéry Savoia, situato a 6,5 km sud-ovest dal centro, nei pressi di Le Bourget-du-Lac e del lago del Bourget, e a 8,3 km a nord-nord-ovest dal centro di Chambéry.

## Società

### Evoluzione demografica
Abitanti censiti

## Amministrazione

### Gemellaggi
- Kislovodsk
- Milena, dal 1992
- Moulay Yacoub
- Fairbanks
- Salsomaggiore Terme